# アーマードトルーパー
アーマードトルーパー (Armored Trooper) は、テレビアニメ『装甲騎兵ボトムズ』およびその派生作品に登場する架空の人型ロボット兵器。関連作品を含め劇中では略称の「AT（エーティー）」と呼ばれ、予告編を除き「アーマードトルーパー」と呼ばれる場面はない。

## 概要
いわゆるリアルロボットに分類される。同じく高橋の監督作品である『太陽の牙ダグラム』のコンバットアーマーに続く、ミリタリーテイストの強いロボット兵器である。全高は4メートル前後であり、密閉式コックピットに搭乗するロボットとしては、もっとも小型の部類に入る。同じく高橋良輔の監督作品である『ガサラキ』にのタクティカルアーマーや『FLAG』のハーヴィックと並ぶ小ささである。
足裏のホイールを回転させて地面を滑走する「ローラーダッシュ」、パンチを火薬の爆発力で杭打ち機のように叩きつける「アームパンチ」、回転するターレット式三連カメラ（ターレットレンズ）、パイロットが乗降しやすいように脚部を変形させて全高を縮める「降着」などといった、リアルというより動きのおもしろさを優先した非擬人的ギミックと、それらを画面上で徹底的に使いこなす演出と作画により、『ダグラム』でのメカ描写の失敗を払拭し、アーマードトルーパーに独特のイメージを形成している。また、頭部も『機動戦士ガンダム』のガンダムのような擬人的な顔ではなく、大きな二連カメラ・三連カメラを搭載した兵器風のものである。主人公がキリコが乗るスコープドッグの三連カメラについては、高橋が子供の頃に欲しかった顕微鏡からヒントを得たと後年に明かしている。
アーマードトルーパーの特徴は消耗品・量産品としてデザインされていることである。ヒーロー性を持った機体は一部の例外を除いて登場せず、主人公であるキリコ・キュービィーが搭乗するのはごく普通の機体である。むしろ、キリコがアーマードトルーパーをスクラップから再生したり、破壊されたら躊躇なく乗り捨てるといった演出により、アーマードトルーパーが物語世界できわめて一般的な存在であることを描いている。また、第1話から同型機同士の戦いを描き、パイロットたちをも同じ服装・ヘルメットで顔が隠れた姿で描いている。
アーマードトルーパーの消耗品・量産品という特徴は他作品と比べても際立っている。例えば、『ボトムズ』に先行して放映された『超時空要塞マクロス』でも、主人公の機体であるVF-1 バルキリーは多数登場する量産機としていたが、技術力を投入した高価な機体という設定であり、デザイン的にもヒーロー性を残し、主人公の機体が他と異なる特別な機体（小隊長タイプや指揮官タイプ）であるなど、ボトムズほど徹底したものではなかった。『超時空要塞マクロス』ではむしろ敵メカであるゼントラーディ軍の戦闘ポッド・リガードのほうが、大量生産された超安価兵器として使い捨てにされるアーマードトルーパーに近い描写がなされていた。
一方で、劇中ではストーリーが進むにつれ、ベルゼルガ、ストライクドッグ、ラビドリードッグなどメインキャラクター専用のアーマードトルーパーも登場し、これらは量産機と一線を画する機体として描かれる。また、後発作品ではリアルロボットの範疇に収まらない超高性能機も登場する。

## 作中の設定

### 開発の経緯
アーマードトルーパーとは、百年戦争末期にギルガメス連邦の主星であるメルキアで開発された全高4メートル前後の人型機動兵器の総称である。宇宙戦艦同士の艦隊決戦や惑星破壊ミサイルの応酬により双方の国力が疲弊、目的が有人惑星での資源争奪戦に移行したことによって開発された。
陸戦では戦車と機械化歩兵の役割を単体で担うことを期待されたが、平原など視界の開けた戦場での直立したATは、機体幅は小さいものの戦車より全高が1メートルほど大きく被発見率が高く、また戦車のほうが火力とその射程、装甲の点で有利であり、ATの採用後もその技術をフィードバックされて併用されている。人型であるATの長所は、市街地や山岳地で小回りが効き不整地走行能力の高い二足歩行システムと、マニピュレーターによる兵装選択システムによる多様性である。また足底にはコアレスモータのローラーや履帯が装着されており、平坦な場所ではこれを使った高速移動「ローラーダッシュ」が可能である。ロボットの滑走移動描写は歩行に比べアニメーション作画に手間が掛からないが、『装甲騎兵ボトムズ』のATのローラーダッシュは過度に乱用されることなく歩行と効果的に使い分けられており、機種、重量等級、所属陣営に応じて足音のSE音源が使い分けられてもいた。

### 機体構造
人間の頭と胸に相当する部分にコックピットがあり、パイロットは耐Gスーツ機能と真空中でも活動できる気密性を持った耐圧服を着用したうえ、外部視察・情報表示用の専用ゴーグルと酸素マスクを装着して搭乗する。これはATの構造簡易化により、一部機種を除きパイロット用生命維持装置はいっさい装備されていないためである。なお、OVA『ペールゼン・ファイルズ』(PF)ではヒーター程度は備えられている描写がある。またテレビアニメ最終回の時代から32年後の『赫奕たる異端』では、2話で気密服なしのキリコが搭乗したスコープドッグが宇宙ステーションから真空の宇宙空間に出た際、普通に呼吸ができ空気も漏れていないことから、この時代では少なくとも多少の気密性はあるもよう。操縦装置は2本のスティックと2枚のペダルによるシンプルなものであるが、ボイスコマンドシステム（音声入力）とミッションディスク（基本動作の自動化）が採用されており、パイロットの負担を軽減している。ATH-14系を例外とすれば多くの機体には直接外部を見ることのできる窓がなく、ATの頭部にあるターレットレンズ（メインカメラ）からの映像と機体各部にあるセンサーの情報が、まとめてゴーグルに投影されるようになっている。なお、劇中ではゴーグルのレンズは通常赤色であるが、パイロットがゴーグルのコネクターをコンソールに接続するとレンズが青緑色に変わるという描写がある。
パイロット搭乗時やパラシュート降下の着地時などには、脚部を変形させて胴体が前方に沈み込む独特の「降着形態」を取る。バララントATはギルガメスATと逆に胴体が後方に沈み込む体育座りポーズである。一部、降着機能がない機種も存在する。
ATには内燃機関は搭載されず、一種の人工筋肉であるマッスルシリンダーによって四肢を駆動するようになっている。これはポリマーリンゲル液（PR液、PRLとも）と呼ばれる液体に満たされており、アイドリング状態ではポンプによってシリンダー内を循環している。さらに駆動時には電気信号によって化学反応が発生、マッスルシリンダーが収縮する。ポリマーリンゲル液は気化性と引火性が高いために扱いが難しく、そのためにATは少しの被弾でも引火・爆発しやすい。また、使用および経年によって劣化するため、一定周期での交換が必要である。交換の際には手持ちのジェリカンが用いられるなど、劇中での描写は自動車用ガソリンと大差ない。
マッスルシリンダーの設定は、もともと『太陽の牙ダグラム』のコンバットアーマーの駆動系の裏設定として『デュアルマガジン』誌上で創作されたもので、それが後番組である『ボトムズ』に流用されたという経緯がある。このため、テレビシリーズの劇中には登場せず、ATの動力源については「燃料は満タンだぜ」「エンジンを切れ」「エネルギー切れだ」などというセリフがあるのみだった。外伝OVA『機甲猟兵メロウリンク』の劇中で明言され公式設定となった。ただし『メロウリンク』劇中ではPL液という誤った略称で呼ばれている。後年の『PF』でようやく具体的に描写された。
当初、ATは陸戦兵器として開発されたが、ラウンドムーバーと呼ばれる宇宙空間用機動ユニットや、ドッグキャリアーという突撃ブースターを装着することにより、宇宙戦闘機としても運用される。なお、ファッティーやスタンディングトータスMk-IIのように、背部にブースターを固定装備した宇宙専用型もある。だがコストが優先されたATは、コックピット周りの気密処理がなされておらず、生命維持をパイロットスーツに肩代わりさせているのが普通である。

### ATのスペックについて
全ATの詳細スペックが初めて一覧表になったのは『ボトムズ・オデッセイ』（みのり書房）からであるが、明らかに大規模な誤植が見受けられる。ATM-09RSCとATM-09STTCのスペックが途中から取り違えられているほか、ATH-Q64の通常時/スワンピークラッグ時の速度などは逆である。初出から誤植という事態のため、大半の後追い資料はそのまま子引き孫引きで誤植が拡散してしまっているのが現状である。『装甲騎兵ボトムズ パーフェクト3Dブック』（ホビージャパン）や『完全版資料集　装甲騎兵ボトムズ』（ムービック）など、ごく一部の設定資料集では訂正済みのスペック表記になっていたものの、『電撃データコレクション』（KADOKAWA）、『AT完全設定資料集』（双葉社）などの、より新しい設定資料集ではまた誤植表記に戻っているため、これからも正確なスペック表記の掲載は難しいことがうかがえる。
また、「最大出力」「最大トルク」とされているスペックは、「GW（グライディングホイール）最大出力」「GW（グライディングホイール）最大トルク」であることに留意（AT本体やマッスルシリンダーのスペックではない）。

### 武装
基本的な携帯火器は、人間用のレーザー照準器付きアサルトライフルを拡大したような形状のGAT-22、30ミリヘビィマシンガンであるが、任務に応じハンドガン的な万能カタパルトランチャー、GAT-49、50ミリペンタトルーパー、ロケット弾をマシンガン的に連射する、HRAT-23ハンディロケットガン、エネルギー弾を放つ対艦大型火器・GAT-35ロッグガンや、SAT-03ソリッドシューター、SMAT-38ミサイルポッドなども使用される。ソリッドシューターはボトムズワールドでの電磁加速兵器の通称であるとされるが、これは後付け設定である。放映当時の『デュアルマガジン』ではロケット擲弾銃とも解説されており、最新作の『幻影篇』ですら射撃時に排気煙が出る描写もあり、弾道が弧を描いているので、リニアガンと一概には断言できない（X-SAT-01は後に迫撃砲タイプまで登場している）。
なお、ヘビィマシンガンの使用時に排莢が見られないのは、発射薬に液体火薬を用いたケースレス弾を使用しているからである。この説明についてはアームパンチ機構使用時に薬莢が排出される描写の存在や、パイルバンカー射出原理の説明が複数存在することから、後付けだと考えられる。ただし、OVA『野望のルーツ』では、第3次サンサ攻略戦のキリコ機のフルオート射撃のシーンでは薬莢が出ている。
訂正として、描写の関係上勘違いが多いが、上記のシーンでの描写は薬莢ではなく、設定資料集によれば「漏れた液体火薬に引火した描写」とされている。
一応、機体別に携帯武装が設定されてはいるが、ATは汎用兵器として設計されているので、OVA『ザ・ラストレッドショルダー』に登場したATM-09各機のように好みでHRAT-23を携帯する。クエント編終盤で、ベルゼルガの使用銃だったGAT-40をラビドリードッグで問題なく使用しているなど、どんな機体でも装備が規格品である限りは、無改造で各種携帯火器を支障なく流用可能である。
主流ではないが固定火器も存在する。トータス系ATの胸部11ミリ機関銃が代表格だが、他にストライクドッグ系ATが腕部クローに仕込んだ11ミリ内蔵機関銃、ブルーティッシュドッグの30ミリガトリングガン、ツヴァークの11ミリ三連装腕部機銃がテレビ版本編に登場している。OVA等のスピンオフ作になると、ボトムズの作品観にそぐわない大型レーザー砲といったエネルギー火器まで登場する。
また、多くのATには近接戦用固定兵装として火薬カートリッジ（装弾数7発）の爆発力によってマニピュレータ前腕部をスライドさせて相手に打撃を与えるアームパンチ機構や、一部の機体には槍状のパイルバンカーやアイアンクロー（かぎ爪）が装備されている。
外装火器は機体各所に設けられたラッチに取り付けられ、多くの場合、使用済みになると爆発ボルトで分離、投棄される。ミサイルポッドやソリッドシューター、折りたたみ式大型砲などを作戦に応じて選択する。

#### おもな携帯火器
GAT-22 ヘビィマシンガン
全長：3274mm | 重量：1010kg | 口径：30mm | 装弾数：120発 | 炸薬：液体火薬ロアテップCEP 22/11（総量8.6L）
装備：グレネードランチャー（装弾数1発）、レーザー自動測距装置
ATの標準火器。120発入りの大型弾倉を右側面に付けているのが特徴で、単発のグレネード発射機をバレル上のレーザー自動測距装置に同軸で取り付けている。
GAT-22C ヘビィマシンガン改
全長：1964mm | 重量：818kg | 口径：30mm | 装弾数：120発 | 炸薬：液体火薬ロアテップCEP 22/11（総量8.6L）
装備：レーザー自動測距装置
GAT-22のバレルを短縮化し、ストックとグレネードランチャー発射筒を取り外し軽量化した局地戦用の派生型。ストックのみを残したタイプもある。
GAT-49min ペンタトルーパー
全長：1440mm | 重量：410kg | 口径：50mm | 装弾数：6発 | 炸薬：液体火薬ロアテップCEP 28/8
弾種：ロケット弾、50mm徹甲弾
50mmの大口径ハンドガン。五式拳銃とも呼ばれる。装弾数は6発のみであるぶん小型軽量で、口径さえ適合すれば各種特殊弾頭を使用可能なカタパルトランチャーなので特殊任務や空挺用ATがおもに携帯する。
GAT-35 ロックガン
全長：3785mm | 重量：2164kg
弾種：エネルギー弾
エネルギー弾を放つ大型対艦火器。ATが携帯可能な武器で最大の火力をもつが、取り回しは最悪でチャージに時間がかかる。
GAT-19 ミッドマシンガン
全長：1855mm | 重量：740kg : 口径：30mm | 装弾数：20発 | 炸薬：液体火薬ロアテップCEP 22/11（総量5.2L）
ビートル系ATの装備する軽量型アサルトライフル。装弾数20発で火力投射量はGAT-22に劣るが、その分取り回しやすい。
GAT-40C アサルトライフル
全長：2450mm | 重量：807kg | 口径：30mm | 装弾数：32発 | 炸薬：液体火薬ロアテップCEP 22/11（総量8.5L）
装備：受動型自動測距装置（クエント素子使用）、パワーブースター（爆発圧力増圧機構）
ベルゼルガ系ATが持つマシンガン。装弾数32発。クエント素子パッシヴセンサーを搭載し、本体のクエント素子センサーとの連動できわめて高い命中精度を発揮する。ル・シャッコがクメンで使用したWPタイプの装備は増圧機構を持つ密林戦用の短縮型GAT-40Cで、クエント星で使用されたDTタイプの装備は防塵フィルターを装備した砂漠戦用のGAT-40D≪アサルトライフル改≫となる。
HRAT-23 ハンディロケットガン
全長：1430mm | 重量：305kg | 口径：50mm | 装弾数：11発 | 炸薬：液体火薬ロアテップCEP 28/8
弾種：ロケット弾、50mm徹甲弾
主にトータス系ATが携帯する速射ロケット砲。右側面にある大型弾倉により再装填可能。装弾数は11発とされるが、劇中では単発でロケット弾と分かる弾丸を撃つ発砲描写と、マシンガンのように発射炎のみしか確認できない連続発砲描写があり、後者が徹甲弾を用いていると思われる。ロケット弾を射出する場合は反動は少なく、フィアナが生身で引金を引いて発砲した例もある（第24話）。砲口が4つあるのが特徴。
G-BATM-04 カタパルトランチャー
全長：1866mm | 重量：821kg | 口径：50mm |装弾数：15発 | 炸薬：ムースンN-53F
ファッティー専用銃。HRAT-23のコピーと言われる速射ロケット砲。使用可能弾種は不明なものの、こちらも劇中ではロケット弾と分かる弾丸を撃つ描写と、マシンガンのように発射炎のみしか確認できない連射発砲描写があり、コピー元と同様の複数弾種使用可能火器だと思われる。デザインはバララント的で丸みを帯びている。
SAT-03 ソリッドシューター
全長：3503mm | 重量：562kg | 口径：60mm | 装弾数：15発
装備：簡易ターゲットスコープ
標準的なソリッドシューター。威力的にはマシンガンとロッグガンの中間的な火器。後部に円形の弾倉をもつが、構造上、戦場での再装填は不可能に近い。
X-SAT-01 ソリッドシューター
全長：3908mm | 重量：981kg | 口径：60mm | 装弾数：36発
36発入り大型弾倉を付けた高性能ソリッドシューター。秘密結社製だが、『幻影篇』では普通に市場に出回っている。

### 通称：ボトムズ
人型戦車とも言えるATだが、機動性を優先するために装甲は小火器に耐える10ミリ前後の薄さで、実際、劇中では口径11ミリの重機関銃で貫通される描写があり、実在の兵器なら防御力は装甲兵員輸送車なみの弾片を防ぐための気休めに近い代物に過ぎない。引火性の高いPR液を内蔵する構造に加え、脱出装置類も搭載されていない。一部の機体を除いて自動消火装置や気密構造といった装備はなく、パイロットの生存性よりもコスト優先の超安価兵器である。
ATとその乗り手を指す「ボトムズ」という呼び名は、軍の定めた公式見解では「Vertical One-man Tank for Offence & Maneuver-S：攻撃と機動のための直立一人乗り戦車」の略称であるとされているが、実際はパイロットたちの素行の悪さと上記のような任務環境の過酷さ、パイロットから命よりも効率を重視した最低のマシンであることから付いたスラング「Bottoms：最低の奴（ら）」であるとする「説が強い」という。
『青の騎士ベルゼルガ物語』（ソノラマ文庫・1985年）では「最低の野郎ども」と訳している。

### その他の設定
ATの開発メーカーとして、アデルハビッツ社、ウットヘルト社などの名前が挙げられるが、これらはムック『ボトムズ・オデッセイ』『ボトムズ・アライヴ』『ボトムズ・バイブル』『ボトムズ・アーカイヴ』及びそれらの設定制作に携わったサークル「ATVP」の同人誌で設定されたものであり、現時点でサンライズの公式設定ではない。また、『野望のルーツ』のラストに登場する空挺戦車アストラッドは、スコープドッグのターレットなどAT技術が流用された戦車だが、これは『ボトムズ・オデッセイ』が初出であり、後にATVPの同人誌でより詳しく設定され、アニメ用の設定が描きおこされないまま劇中に登場することにより、公式の存在となった。ただし、劇中にはデザインが登場したのみであり、ATVPの創作した「設定」はまったく登場していない。
なお、高橋良輔による、テレビシリーズから約300年後の第五次銀河大戦を舞台とした小説『equal ガネシス』では、アーマードトルーパーという兵器が既に廃れていることを想像させる描写がされている。

## ATの機種
※作品世界特有の用語については装甲騎兵ボトムズ#用語の項目を参照のこと。

### ドッグ系AT

稲城長沼駅前、いなぎペアパークのスコープドッグの等身大モニュメント

いなぎペアパークのスコープドッグ レッドショルダーカスタムVersion.2023

ATM-09-ST スコープドッグ
ギルガメス軍の制式ミッド級AT。製造元はメルキア星のアデルハビッツ社。さまざまな携行武器や、背部のミッションパックなどのアタッチメント装備を交換・追加することによって、地上から宇宙といった多彩な戦場で活動できる汎用性をもつ。工業製品としての優秀さとコストの低さから最多の生産数をもつATであり、より高性能の後継機たちを退け、数十年に渡ってギルガメス軍の主力機を務めている。
「ボトムズシリーズ」の代表的なメカであり、主人公キリコ・キュービィーが「使い慣れている」という理由で多用している機種でもある。キリコはテレビシリーズのクエント編を除くほとんどの場面で、スコープドッグやその派生機種に搭乗する。一方で、キリコは必要な整備こそしているが、損傷などで使用不要になると、思い入れを残すことなく乗り捨てていく。テレビ終盤でキリコが搭乗するラビドリードッグ、およびその原型機であるストライクドッグは名称やデザインこそ似ているが、こちらはより大型のヘビィ級ATとなっている。
背部に装着して運用する装備として降下作戦用の「ATP-BP1-STパラシュートザック」、宇宙空間戦闘用の「ATC-BR1-Sラウンドムーバー」、長距離行軍用の「ミッションパック」などがある。また、降着姿勢でスキッド付きブースター「ATC-BR3-Sドッグキャリアー」に搭載することで空間突撃戦にも対応するが、これは砂漠や氷原といった地上での高速戦闘用にも転用可能である。OVAでは単機搭載型のみならず、2機搭載型も登場している。
おもなバリエーションとしては、後述されるマーシィドッグのほかにゲーム『鋼鉄の軍勢』に登場する雪原用ATであるアバランチドッグ、同『鋼鉄の軍勢』およびOVA『機甲猟兵メロウリンク』に登場する山岳用のバウンティドッグ、警備用のライアットドッグ、山賊が改造してオープントップとしたカブリオレドッグ、円筒形の頭部と頭頂部のハッチが特徴のコサックドッグ、テレビシリーズから32年後を舞台としたOVA『赫奕たる異端』に登場する高機動強襲型であるバーグラリードッグなどがある。また、1/35プラモデルには、「デザートドッグ」という機体の描きおろしイラスト（大河原邦男）が同梱されている。これはスコープドッグを民生用部品を用いて現地改修した砂漠戦仕様機で、サンドトリッパー等の本格的な砂漠戦用装備はもたない。ゲームブック『復讐の惑星シド』では、局地戦用のブリザードドッグ（ATM-09B）が登場する。『ENTERTAINMENT BIBLE.5 装甲騎兵ボトムズ ボトムズ大図鑑』117ページには、ギルガメス軍の次期主力ATとして、頭部フレームはスコープドッグの物を流用し、他を新規に設計したグローリィドッグ（ATM-AFX-01）が掲載されている。
ギルガメス軍の標準機体色は緑（脚部など一部に象牙色を用いる）だが、メルキア軍精鋭部隊所属の機体色は紫。バトリング機にはそれぞれ個別パイロットが選んだ色が使われ、テレビ劇中ではダークグリーン（コニン機）とダークブルー（オリヤ機）のバージョンが確認されている。「レッドショルダードキュメント 野望のルーツ」で惑星オドンに流れ着いた調査部隊は、オリヤ機に似た青い機体を配備している。
テレビシリーズ第11話では、ミッションディスクを変更した囮のスコープドッグをラビットと名付け、無人攻撃機として治安警察に向けて使用する。後述のレッドショルダーカスタム同様に左肩が赤く塗られている。
『PF』では、肘部の二重関節化など細部のディテールがアップデートされたバージョンが登場する。もともとはスコープドッグの実物大マーキングシールを作ることを目的としたサンライズ社内のお遊びの企画で、『PF』とは無関係にデザインされたものがベースとなっている。「タイプ21C」と名付けられたこのタイプは、数あるローカルバリエーションの一種であり、旧デザインのスコープドッグと共に同じ世界観の中に別々に存在するものであるとされている。
大河原邦男は、自著『メカニックデザイナーの仕事論』（光文社新書）で、スコープドッグを自選メカベスト10の2位に挙げている。また、顔については、顕微鏡のターレットをモチーフにしてセンサー代わりにつけ、リアリティと同時に表情の演出もつけられるようにした、とコメントしている。
ATM-09-RSC スコープドッグ レッドショルダーカスタム
ウドの街を牛耳っている治安警察との決戦に備えて、キリコが火力を強化してカスタム化したスコープドッグを、バニラがレッドショルダーにあやかって左肩を赤く塗装したもので、実際のレッドショルダー部隊のATとは塗装部位が逆である。正式に採用された機体ではなく、あくまでも俗称である。当初は設定書の「フル装備」という呼び名しかついていなかったが、タカラの1/35プラモデル商品化にともない、「RSC」というコードとレッドショルダーカスタムという呼称が新たに付けられた。これは肩の塗装にちなんで命名されたもので、装備されている武装には特段な背景は設定されていなかった。レッドショルダー正規の装備をキリコがあり合わせのパーツで模倣したものである。制式機はスコープドッグ タクティカルカスタムと呼ばれる。
ミサイルポッドやガトリングガンを装備できるシステムは、『ザ・ラストレッドショルダー』や『野望のルーツ』、『ペールゼン・ファイルズ』などに登場したミッションパックタイプと、レッドショルダーカスタムに使われたコントロールボックスがあるが、コントロールボックスは、ミッションパックに比べ軽量であるため、フル装備でも機動性は、むしろ、ミッションパックを軸にした装備の機体よりも上回っている（装備していない状態の機体の性能が同じ場合）。
OVA『幻影篇』第1話にはキリコがウドの街で使用したのと全く同仕様の機体が登場するが、ゴウトからレッドショルダースペシャルと呼ばれている。なお、プラモデル製品は1/35の後、タカラ製の本体にWAVE製の武器パーツをセットしたWAVEの1/24（テレビ版と『幻影篇』版両方）、後にWAVEへ金型移譲されたユニオンモデルの1/60、バンダイの1/20が商品化されている。
武装は背部に9連装ロケット弾ポッドSMAT-36、腹部右側にSSM-21連装対戦車ミサイルランチャー、腹部左側にGG-03サイドガトリングガン、左腕にSAT-02アームソリッドシューターを各部のハードポイントに装着している。機体側のFCSではこれらの外部追加兵装をコントロールできないため、機体背部にコントロールボックスを装着し、両サイドアーマーに追加の弾倉を装備させている。9連装ロケットポッドは、高橋良輔が執筆した小説『孤影再び』では、ショルダーロケットポッドと表現されている。
OVA『野望のルーツ』の劇中にターボカスタムと同じミッションパックを装備した機体が登場したが、これを「正式な」レッドショルダーカスタム仕様機であるとする説明が後日与えられている。中でもインゲ・リーマン少佐の操る指揮官仕様のRSCはミッションパックに大型の通信用ブレードアンテナを、右前腕部にリニアパイルバンカーを装備しており、外観は非常に特徴的である。
『野望のルーツ』に出てくるレッドショルダー仕様スコープドッグは、性能もチューンナップされている。そのためか、リーマン機は、ターボカスタムのキリコ機と互角の戦いを繰り広げた。
『孤影再び』の小説版ではキリコが黒い稲妻旅団に最後の戦いを挑んだときの搭乗機はレッドショルダーカスタムとされている（アニメ版ではバーグラリードッグ）。
太田出版『ボトムズ・アライヴ』の解説では、ターボカスタムが出来る前に、レッドショルダーの隊員達が好んで使っていた仕様との記述があり、『ボトムズ・アライヴ』は、ボトムズの著作に関する関係会社ならび関係者の協力の下に作られた書籍である点から、現時点においての公式情報に近いものと思われる。
コンビニコミック『装甲騎兵ボトムズ』第1巻の表紙では、右肩が赤いこの装備の機体が複数描かれている（腕のソリッドシューターは装備されていない）。
いなぎペアパーク設置のスコープドッグ1/1モニュメントは、2023年7月28日から2024年3月3日の間、左肩が赤く塗装された。
ATM-09-STC ストロングバックス（ストロングバッカス）
ウドの街で行われていたバトリング用のカスタムスコープドッグで、「ストロングバックス」はリングネーム。特徴は装甲強化とレンズガード。ただし、基本的には軍からの放出品のため、純正品には劣る。また、「アームパンチ機構は装備されていない」とする資料もある。テレビシリーズ本編に登場するバトリング選手シェファードの機体は、胸部前面装甲を100ミリに強化しており、ブルーティッシュドッグのガトリング砲のゼロ距離射撃を受けても全くダメージを負わなかった。テレビ放映の開始前後までは雑誌等で「ストロングバッカス」と表記されていたが、プラモデル発売に伴ってなぜか「ストロングバックス」となった。リアルバトル専用機「ファイティングバックス」というバリエーション機も大河原邦男によって描き起こされ、イラストは1/35プラモデルに同梱された。
OVA『機甲猟兵メロウリンク』第2話で、デリケートスローターという腰装甲板を延長した機体が登場。ボトムズがゲーム化されてから、バトリング仕様ではなく軍用のカスタムとして存在する設定になっており、プレイステーションソフト『鋼鉄の軍勢』には湿地仕様のマーシィドッグSTC、雪上仕様のアバランチドッグSTCというバリエーション機が登場する。
ATM-09-SSC パープルベアー
ウドの街で行われていたバトリング用のカスタムスコープドッグで、「パープルベアー」はリングネーム。装甲を若干軽量化し、対象が立体的に見えるステレオスコープを装備し、バトリングの接近戦で威力を発揮する。反面、アームパンチの一撃で裂けてしまう薄い装甲が弱点とされている。色は紫の他にはダークグリーンとダークブルーのものが確認されている。
やはりゲーム化以降、軍での偵察・観測タイプとして既に存在していた設定に変わっている。パープルベアーというのはリングネームであるため、近年の書籍によっては機体名称としてゲイジングベアー（遠くを視る熊）との名称が与えられ、ステレオスコープは元来目的は着弾観測用という説明がなされている場合がある。
OVA『機甲猟兵メロウリンク』の第2話では、左手にアイアンクローを装備したフェイスタルギアというバリエーション機が登場。『幻影篇』第1話にも登場し、ドロップキックを決めるなど軽快な動きをバトリング会場で披露している。
ATM-09-GC ブルーティッシュドッグ
パーフェクトソルジャー（PS）の1人、ファンタム・レディ（フィアナ）が操縦するPS専用機。スコープドッグをPSの能力に合わせてチューンアップしたもので、本機のデータは以後秘密結社で開発されるPS用ATの基礎となった。
背部に取り付けられたバックパックは本来ヘビィ級ATに搭載されるポリマーリンゲル液浄化装置＝PRSPパックであり、これにより通常のスコープドッグでは不可能な長時間に及ぶ高運動性能の発揮を可能にしている。
かかとに大型のグライディングホイールが追加されている。また、右腕は6銃身30ミリガトリングガンと鋼鉄の爪（アイアンクロー）を組み合わせた特殊兵器「ガトリングクロー」に換装され接近戦能力が向上、型式番号の末尾「GC」はその略である。ガトリングガンの予備弾倉はパック下部に収納されており、左側に取り出し口がある。塗装は赤茶と白。
ウド編でのボローいわく「常人には扱えない機体」であるという。ウド編にて最初に製造した1機が登場し、キリコの駆るスコープドッグと共に秘密結社を圧倒するが、待ち伏せしていた治安警察に対AT用バズーカの掃射を受けて喪失した。続くクメン編終盤にはカンジェルマン宮殿内の格納庫に本機の量産型が2機保管されており、このうちの1機をキリコと再会を果たし共に潜入したフィアナが奪取し使用する。
ATM-09-WR マーシィドッグ
クメン王国編でキリコが使用していた湿地戦仕様のスコープドッグ。腰部両側のエアバージ（浮き袋）により浮力を得、脚部のハイドロジェットで河川を水上航行する。走行性能はスコープドッグとは違い、脚部に湿地用のグライディングホイールが装備されている。これは、普通のグライディングホイール機能としても使用している模様。キリコが身を寄せた傭兵を中核戦力とする基地「アッセンブルEX-10（イーエックス-テン）」では新鋭ATダイビングビートルが配備される以前は本機が主力機だった。キリコは乗り慣れたドッグ系ATへの搭乗を希望し、地元の名士となっていたゴウトがスコープドッグを改造して本機を用意した。密林戦用に取り回しを優先して、手持ち武装はヘビィマシンガンのストックを取り去り、ショートバレル化したGAT-22Cを携帯。
防水性が下半身に限られるため潜航能力を持たず、ダイビングビートルのような湿地戦用新造機種に比べその面での性能は劣る。ちなみに、キリコは地上でも気密服（酸素ボンベ付）を着用しているので溺れる心配はない。気密がされていない機体では冷房もきかないので、気密服で熱帯の暑熱に対処しているという後付け設定がされている。
「マーシィ」は愛称であり、正式には「スコープドッグ水上戦装備」である。
ATM-09ST スコープドッグ ラウンドムーバータイプ / ATM-09-SA スコープドッグII
クメン王国から脱出したキリコとフィアナが惑星サンサまで乗せられていた「戦艦X」の格納庫に、複数搭載されていた宇宙仕様のラウンドムーバー付きスコープドッグ。劇中キリコは主に肩掛け式のソリッドシューター「SAT-03」を装備して使用した。
グリーンの単色塗装であること以外はギルガメス軍の機体と全く同一であり、独立した機種ではない。放映当時のプラモデル製品や『デュアルマガジン』でも通常のATM-09STとして名前が記載されている。第1話の小惑星リド急襲作戦ではキリコを含む敵味方共に、このギルガメス軍仕様のラウンドムーバータイプを使用している（キリコら襲撃側は緑/白のノーマルカラー。守備隊側はライトパープル）。
一方、テレビシリーズ放映終了後に出版された『ボトムズ・オデッセイ』は、磁力による吸着機構の追加、PR液や制御コンピュータを換装することによって宇宙での戦闘能力が飛躍的に向上している、という設定と「SA」という型番末尾記号、「スコープドッグII」という愛称を創作して、09STとは別機種扱いとした。このため、劇中での正式な呼称ではない。この場合、形式番号の「SA」は「Space Assault」を意味しているため、スコープドッグ スペース・アサルトとも呼ばれる。

### トータス系AT
ATH-14-ST スタンディングトータス
地上戦用のヘビィ級AT。ギルガメス軍の機体だが劇中では専ら秘密結社が使用。開発元はウットヘルト社。ヘビィ級ならではのパワーが持ち味で、ミサイルランチャーなどの重火器を使用することが多い。初期生産タイプには接近戦用のアームパンチやローラーダッシュ機構が装備されておらず、「近づいたら手も足も出ないドン亀」と呼ばれたが、後に標準装備となった。装甲もミッド級のスコープドッグより厚いため、バトリング選手の人気も高い。なお、トータス系ATにはコックピット側面に装甲シャッター付きの透明窓が設けられ、頭部はドッグ系と異なり胴体に直付けで回転型のカメラを持たない。
胸部に11ミリ機関銃2門が固定火器として装備されており、携行火器がない場合でも戦闘可能である。
テレビシリーズ第13話に於いて初めて稼働状態での描写がされたが、それ以前の第4話でも背景に登場している。ただし、準備稿をもとにした作画であり細部の形状が異なる。またバトリング会場の看板絵にも描かれている。第13話での手持ち火器も22連装HRAT-30ハンディロケットランチャーという、シリーズを通してここだけしか登場しない物を携帯していた。
バリエーションとして後述する湿地仕様のスタンディングタートル、宇宙仕様のスタンディングトータスMk-IIがアニメに登場している他、OVA『機甲猟兵メロウリンク』ではバトリング用のワイルドウィーゼルと呼ばれるものの他、カスタマイズを施した機体が登場。ゲーム『鋼鉄の軍勢』には重火力型のスタンディングトータスHAC、重装甲型のスタンディングトータスSTC、雪上仕様のスレッジトータス（ATH-14SNC）が、ゲームブック『復讐の惑星シド』では、外見に変化のない高機動のカスタムタイプのストーミングトータス（ATH-14STT）が登場している。なお、『メロウリンク』には下半身と左腕にトータス系のパーツを使用し、胴体と右腕にドッグ系のパーツを使用したゴールデンハーフスペシャルなる廃品再利用ATが登場。小説『青の騎士ベルゼルガ物語』では、主人公ケイン・マクドガルが「青の騎士」を名乗る前、シャ・バックとタッグを組んでいた時に「デッドボディ・ケイン」というリングネームで、カスタムの本機を使用していた。
正規軍での運用はOVA『ペールゼン・ファイルズ』にて、惑星ガレアデの最前線基地X-2に配備されていたものや、マニド峡谷を通過しようとした部隊にドッグ系ATに混じって配備されているのが確認できる程度。
OVA『幻影篇』のクメンでは政府軍側の機体として登場。なぜ湿地戦用のタートルではなく、標準型の本機なのかは不明。ル・シャッコが搭乗してクーデター側のダイビングビートルや、謎の刺客の操るストライクドッグと交戦している。なお、このときの携行火器は後述するMk-II同様、X-SAT-01ソリッドシューターである。
ATH-14-WP スタンディングタートル
クメン王国が交戦していた神聖クメン王国軍が使用していた、水陸両用タイプのヘビィ級AT。スタンディングトータスをベースに製造されており、約40分の水中行動が可能。脚部に普通のグライディングホーイルと「スワンピークラッグ（湿地用グライディングホイール）」と呼ばれるかんじき状の湿地帯走行装置を装備し、状況に合わせて使い分けができる。供給元は秘密結社だが、本来はギルガメス軍の制式機である。標準火器は固定式の11ミリ機関銃2門にHRAT-23ハンディロケットガンだが、他にFAT-16フレイムスロウワー（火炎放射器）を携帯して民家を焼き払う描写もある。また、カンジェルマン宮殿ではアームパンチが標準装備されていない型も見受けられた。
劇中ではクメン編終盤でポル・ポタリアやブリ・キデーラがビーラーゲリラから本機を奪ってカンジェルマン宮殿への潜入に利用したほか、OVA『機甲猟兵メロウリンク』ではスヌークの部下達がカスタマイズを施した機体を使用している。
テレビシリーズ放送当時に1/24プラモデルが発売されていたが、金型の一部破損により再生産が実現せず、永らく幻のキットとされていた。2007年には破損していた部分の金型を新規に作り起すことで、再発売が実現した。
ATH-14-WPC スナッピングタートル
クメン王国編で登場。スタンディングタートルをベースにしたPS用カスタム機で、イプシロンが搭乗する。青い機体だったので、アッセンブルEX-10の傭兵たちからはブルーATと呼ばれた。外見こそ色違いのスタンディングタートルだが、中身はまったくの別物である。武装はトータス同様、胴体固定の11ミリ機関銃2門と手持ちのHRAT-23ハンディロケットガンを携帯する。
宇宙用にMk-IIの計画もあったがストライクドッグの開発により、その後どうなったかは不明。当時発売されていたタカラのトイではパーツ組み換えでMk-II（商品名は「スペースアサルト」）、もしくは「スナッピングトータス」とでも言えるST型に換装できるようになっていた。
名称は英語でカミツキガメの意。
ATH-14-SA スタンディングトータスMk-II
地上戦用のスタンディングトータスを元に、宇宙戦用に再設計したもの。背部に突撃用ブースターと、機体各所に姿勢制御ロケットを備える。これも本来はギルガメス軍用の機体だが、劇中では秘密結社のみが使用。なお、本機に限らず、両肩へ6連装ミサイルポッドSMAT-32を2基装備したトータス系ATをグランドファイアータイプと呼ぶ。
劇中では宇宙編（戦艦X編）に登場。テルタイン所属のAT隊主力として活躍したが、クエント編以降には未登場。推力の大きさから有重力下の惑星サンサでも短時間の空中戦も可能。武装は胴体固定の11ミリ機関銃2門、手には主にストライクドッグと同型のX-SAT-01ソリッドシューターを携帯するが、サンサでは大型の8連装HMAT-38ハンドミサイルランチャーを手にイプシロン機を支援する。第38話ではストライクドッグを乗り捨てたイプシロン自身も脱出のために、味方によりリモートコントロールで運ばれてきた無人の同機に搭乗する。

### 秘密結社 / マーティアル製AT
「XAT」を頭に頂く型式番号は「秘密結社開発装甲騎兵」を指し、プラモデル製品のパッケージや解説書ではそのように明記されている。また『デュアルマガジン』の解説記事ではそれに加え、ギルガメス軍の付けたコードであると補足されている。さらに、OVA『赫奕たる異端』には秘密結社の母体組織であるマーティアルが登場し、その所属機も「XAT」ナンバー機体群に含められた。
なお、マーティアル向けに開発されたとされるエルドスピーネはトータス系の開発メーカー＝ウットヘルト社の開発である、という設定が存在するが、これは関連本のライターが過去の文献をあたることなく不用意に創作したもので、既存の設定と矛盾する。
XATH-02 ストライクドッグ
全身を青に塗装されたイプシロン専用ヘビィ級AT。最初からPS用に設計されているため、常人が操縦することはきわめて困難。背部にロケットブースターを固定装備し、ラウンドムーバーを装着することなく宇宙空間での戦闘が可能である。「ドッグ」の名の通り、基本設計はスコープドッグを参考にしているようで、シルエットも似ているが、マッスルシリンダーは新型を採用し、サイズも一回り大きい。その分、PR液の劣化が早く、稼動時間も通常のATの半分以下に落ちている。ただし、劇中登場時にはボローによって「戦闘持続時間は倍ほどあると聞いた」という説明がなされており、その後も稼働時間が通常より短いことを示す描写はない。TVシリーズの本機は4機の存在が確認（クメン、宇宙空間、サンサ×2）され、武装は主にX-SAT-01ソリッドシューターと左腕に取り付けられたアイアンクロー、そして左腕に内蔵されている11ミリ機関銃がある。初登場時では携帯武装が間に合わず、11ミリ機関銃とアイアンクローのみで戦っているが、それでもカン・ユーを筆頭にEX-10の先遣AT隊を蹴散らしている。
テレビシリーズ第27話「暗転」では「SS-10（エスエス-テン）」と呼称されるシーンがある。後年のゲームなどでは後述する『ザ・ラストレッドショルダー』のブラッドサッカーが本機の母体となった設定が追加されている。
OVA『幻影篇』第2話「クメン」では、キリコを狙い、彼をおびき出すためにその関係者を襲う謎の刺客が駆るストライクドッグが登場する。これが30年前の機体の残余なのか、イプシロン搭乗機のスクラップから再生したものなのか、新造品なのかは不明だが、アイアンクローのデザインが新たに変更されクロー部分には関節が設けられており、手の甲は発展型であるラビドリードッグに似た形状となっている。
なお、タカラのアニメモデル撤退後、1/35スケールプラモデルの金型が行方不明となり、ストライクドッグだけは金型を借りて生産した他のメーカーからも販売されることがなく、中古キットが高価で取り引きされたという逸話がある。
XATH-02-DT ラビドリードッグ
ワイズマンの天体プラントで開発され、テレビ版でキリコが最後に搭乗したヘビィ級AT。当初ストライクドッグの量産型として設計されていたが、宇宙空間用装備を廃し、惑星クエントへ向かうキリコ専用機として脚部にサンドトリッパー（履帯型砂漠用走行装置）を装備している。標準ズームレンズが防弾板で補強された角形になり、赤外線精密レンズが2基から1基に減らされ、頭部センサーの構造がより頑丈かつ単純化している。ストライクドッグもスコープドッグの面影を残していたが、本機はよりスコープドッグに近いデザインとなっている。
ペイロードとピークレベルの関係で短時間戦闘ではストライクドッグに劣るが、長時間戦闘での総合性能ではストライクドッグを上回るという。
OVA『ビッグバトル』劇中ではメルキア軍に正式採用されていたが、メルキア軍が設計データをどこから入手してきたのかは劇中では明言されていない。PS専用機ではなくデチューンされた通常型で、ギルガメスの形式名ではATH-12である。またPS用ゲーム『鋼鉄の軍勢』では、雪原仕様のフィアズリードッグ（ATH-12-SNC）が登場する。
武装はX-SAT-06ハンディソリッドシューター（但し画面描写は、普通のマシンガンとして連射している）、左腕に内蔵した11ミリ機関銃とストライクドッグの物より大型化し破壊力を増大させたアイアンクロー、爆雷投下装置付きバックパック。
XATL-01-DT ツヴァーク
秘密結社がおもにクエント星で使用している劇中唯一のライト級AT。
両腕に11ミリ3連装機関銃を内蔵し、手首が折り曲がって銃口が現れる。足には専用サンドローダーを装着可能。装甲は特殊プラスチックを使用し軽量化されている。その他の武装としてX-SAT-05ソリッドシューターを用いるときもある。両腕に火器を内蔵した関係でアームパンチの装備はなく、格闘戦能力は低い。本機は防御力を犠牲にする代わりに優れた機動性を誇り、その機動性故にパイロットは選りすぐりのエースパイロットばかりが選出されていたようで、量産されたPSだとする資料もある。脚部が短く、ATの標準機能ともいえる降着機能もないが、機体そのものが小型であるため、搭乗の際も特に不便にはならず、コクピットも体躯が2メートルを越すクエント人でも搭乗可能。
名前の意味は「小人」。よく「ツヴァーグ」と間違って表記されるが、ドイツ語（ZWERG）なので語尾のGは濁音にならない。
劇中では終盤の秘密結社主力ATとして活躍。キリコやル・シャッコも結社から本機を奪って搭乗している。ワイズマンの下へ赴く戦いでは、膨大なギルガメス、バララント連合軍からキリコのラビドリードッグを護衛して、次々と散っている。
その後のXATナンバーの機種はマーティアル等に使用されており、組織内部での運用であるため大量生産はなされなかったようである。一方、ゲーム中ではバトリング選手用のカスタム機としてゲスト出演することが多いが、ツヴァークのみ『ライトニングスラッシュ』に一般選手用として多数登場している。

### そのほかのAT
ATH-06-WP ダイビングビートル
ギルガメス陣営の機体。アッセンブルEX-10の主力である水陸両用タイプの新鋭ヘビィ級AT。『デュアルマガジン』誌上で名前の意味は「ゲンゴロウ」であるとされている（ただし、ゲンゴロウの正式な英訳はPredaceous diving beetle＝肉食性水生甲虫であり、正しくは「水生甲虫」全般を指す名前である）。クメン内乱の他、百年戦争休戦直前のタイパス渡河作戦でもかなりの数の機体が上陸任務に投入されている。また、クメン内乱終結後は、メルキア連邦クメン政府軍の制式ATとなっている。
旧式機ATH-06STスタンディングビートルを原形に、湿地戦装備を施した。このためATH-14より型番の数字は古いが、06WPはクメン内乱時点で最新鋭機となっている。
開発元はレメンブルク社。開発当初から湿地戦用として設計されており、大容量のエアータンク、トロピカルフィルター、高い気密性により2時間の水中行動を可能としている。このため、マーシイドッグはもとより、スタンディングタートルよりも湿地戦用ATとしての能力は高い。脚部に普通のグライディングホイールと「スワンピークラッグ（湿地用グライディングホイール）」と呼ばれる沼地走行装置を装備し、状況に合わせて使い分けができる。トータス系AT同様、本機も頭部は固定式で首は回らない（だが、カメラは回転する）。標準火器はGAT-19ミッドマシンガン。
後年のムックや設定本での後付設定では、「パイロットの安全性・居住性を優先させた名機だが、製造コストが高くATH-14シリーズの配備が優先され、あまり使用されなかった」とされている。上記のように『ペールゼン・ファイルズ』でギルガメス軍の使用する機体が相当数登場しているが、同作1巻のライナーノーツに「高価な機体」と紹介されており、やはり製造コストが高いことが公式設定となっている。
テレビ版ではクメン編で初登場。ゴウトが裏ルートを通じてEX-10へ大量に持ち込んだ機体とされており、キリコに対して「新型だ」と居並ぶ本機の前で自慢している。カン・ユー以下、傭兵側の乗る標準的な機体として描写されており、パイロット技量水準の格差も相まってゲリラ側のスタンディングトータスが次々と爆散していくのとは対照的に、頭部を吹き飛ばされても平然と戦闘続行するポタリア機や、たびたび被弾しながらもしぶとく生き延びるカン・ユー機など、乗員生存性の優秀ぶりを随所で見せ、仮に撃墜されても部分的に原型をとどめている描写が多かった。カンジェルマン宮殿侵攻作戦では大量の本機が「AT降下ポッド」（通称バケツ）に搭乗して、大型輸送ヘリから空挺降下している。
『幻影篇』ではクメン政府軍に反旗を翻したクーデター側の機体として登場。しかし、ほとんどがモブとやられ役でありあまり活躍せず、水中戦闘も行われない。一方、ポタリア率いる政府軍の機体は、かつての敵機スタンディングトータスで、敵味方が逆転する皮肉な構図になっている。
ゲーム『鋼鉄の軍勢』では雪上戦型としてスライディングビートルという機体が登場する。局地戦用オプションを装備していない標準タイプはスタンディングビートル（ATH-06-ST）と呼ばれる。OVA『機甲猟兵メロウリンク』では、水中用装備を除去した山賊（バンディット）所有のダンピングビートルが登場する。
ATH-Q64 / ATH-Q58 ベルゼルガ
クエント製のヘビィ級AT。機種名の「ベルゼルガ」とは、バーサーカー、ベルセルクのドイツ語での発音。正式名称は登場順に湿地戦用のベルゼルガWP(Water Proof)、砂漠戦用のベルゼルガDT(Desert Trip)とされる。必ず機体名の最後にアルファベットが付加され派遣された戦地の仕様もしくは現地改造などの特殊装備の略称二文字のイニシャルが付けられる。標準火器はGAT-40-Cアサルトライフル。DTの携行火器は本編に登場するがとくに名称は設定されていない。
クエント星の首都ゴモルの技師がギルガメス製ATを参考に開発製造しており、マッスルシリンダーや武装の液体火薬等もギルガメス製のものが使用されている。後述するように、ギルガメス製機体そのものを改修した、ないしはパーツを流用したらしき節も見受けられる。クメン王国内戦では、ル・シャッコが操縦する。番組終盤では砂漠戦用に改造された旧型（ベルゼルガDT、型式番号：ATH-Q58）も登場するが、こちらはフィアナが搭乗する。
なお後年発行されたムックでの後付設定では、本機はクエント人傭兵向けに職人がカスタムメイドしたものを持ち込むので、形式名はギルガメス軍内での登録順に付けられるため旧式の方が形式番号が若いとは限らないとされる。ただし、『デュアルマガジン』の設定解説やユニオンモデルのプラモデル「1/60ベルゼルガDT」の説明書では、やはり「58」は「64」より旧式であり、また装甲が厚い、などと説明されている。さらに、第50話「乱雲」劇中のセリフでも「58」について「旧型ベルゼルガ」と明言されている。また湿地戦仕様のベースはダイビングビートルのようで、脚部が同型である。ベルゼルガ全体のベースになった機体はATH-06STに設定されている。
左腕の盾に装備された「パイルバンカー」は本機を特徴づける兵器である。圧搾空気によって金属製の杭を打ち出し敵機を貫通するというもので、ギルガメス製ATのアームパンチの代替兵器として設定された。その後小説『青の騎士ベルゼルガ物語』や各種ムック等ではその設定やイメージが変化し、アームパンチとは別個の格別に強大な格闘戦用装備として描かれ、圧搾空気ではなく炸薬で撃ち出すギミック、バトリング選手の間で高値で取引されている場面などが描かれている。こういったものは外伝小説などで描かれた非公式設定であり、「ベルゼルガのパイルバンカーはクエントでしか作れない特殊金属（クエントでのみ採取される単結晶金属）製である」「ストライクドッグの試作タイプにはベルゼルガが持つクエント製オリジナルのパイルバンカーでしか貫通できない特殊装甲が施されている」などという設定は『ボトムズ』本編には一切無い。
一方、惑星クエントで産出される「クエント素子」を使用した高感度で信頼性の高いセンサーが採用されており、劇中でもル・シャッコの機体に搭載されたセンサーの精度について会話する場面がある。
中世の騎士を思わせるヒーロー性のある独特のデザインである。これも非公式設定だが、宇宙用の機体・ATH-Q59-SA（雑誌『コミックボンボン』で初出）もあり、クエント人は傭兵としてさまざまな戦場に出向いているため、『ボトムズ』の作品世界に存在していても不思議ではない。
徳間書店-ロマンアルバム・みのり書房・ボトムズ・オデッセイには、湿地装備も砂漠装備も着いていないベルゼルガの準備稿が掲載されている。前述の宇宙用ベルゼルガはこちらを元にデザインされている。
ゲームブック『復讐の惑星シド』では、クエント人傭兵の乗るベルセルガMD（ATH-Q32）が、バララント軍に雇用されて登場する。
OVA『幻影篇』では、ATH-Q64が再び登場する。クエント星崩壊後約30年経過したウドのバトリング場で、数少ない残存機としてル・シャッコが搭乗。この機体はゴウトが用意したものだが、クエント素子等は既に新規入手が不可能になっているため、どこまで純正品のパーツで出来ているかは定かでない。形状はクメン編の頃とは変化しており、頭部スコープレンズが3基一体型ではなくなり、パイルバンカーはバナナ型マガジンで給弾する液体炸薬射出方式に変更されている。携帯火器を持たぬ不利な条件で、本来搭乗するはずだったバトリング選手と入れ替わった謎の刺客が駆る「レッドショルダースペシャル」と死闘を展開する。
またクエントの双子星・ヌルゲラントの神殿では、火器やローラーダッシュ、高度なセンサーを持たない基本型・ATH-QX ベルゼルガ プレトリオが多数登場。これは火器の代わりにジョルトパイク（手持ち式パイルバンカー）と、至近距離からのGAT-22ヘヴィマシンガンの射撃に耐える大型の盾を装備している。密集陣形を取り、楯を自在に用いるトリッキーな戦法で新式ATに抗する。
BATM-03 ファッティー
バララント軍の主力ATで、「突撃ブースター」を用いた集団宇宙戦能力に重きを置いた機体で、宇宙空間での直線突撃時速度はギルガメスの機体をはるかにしのぐ。資料によって、スコープドッグに対抗して造られたとするものと、スコープドッグより前から存在したとするものがある。
サイズ的にはヘビィ級でありバララント軍もそう位置づけているが、ギルガメスは“ヘビィ級サイズでありながらミッド級の力しかもたない”として、「BATM」のコードを与えたとされる。
「ファッティー」という愛称や「BATM-03」という型式番号は先述のようにギルガメス側の呼称である。バララント名であるとされる「フロッガー」という名前は初期設定での名称であり、アニメーターが参照する武装の設定書はそのまま「フロッガー専用銃」と記されている。
宇宙戦用機であるためローラーダッシュ機能がないが、テレビシリーズ第37・38話でキリコが搭乗してバララントのAT部隊やイプシロンと戦ったときの機体は普通に（ドッグ系等と同じ駆動音で）おこなっているなど、矛盾した描写もある。これについては背部と足裏のロケットを用いてのホバリングで代用しているとする設定がある。「最大出力」および「最大トルク」はグライディングホイールのスペックのため、未登載のファッティーには該当スペックは存在しない。
また、手を5本指からバーナーノズルつき作業用アームに換装したタイプもあり、1992年にホビージャパンから刊行された『装甲騎兵ボトムズ・パーフェクト3Dブック』135ページに設定イラストが掲載されている。
ゲーム『鋼鉄の軍勢』には重装甲型（BATM-03-STC）も登場。
OVA『野望のルーツ』及び『機甲猟兵メロウリンク』には、発展型として2種類の地上戦用のファッティー（BATM-03-GAおよびGB ギルガメス名：グランドファッティー）が登場し、こちらは大型のグライディングホイールを用いてローラーダッシュできる。A型は突撃戦法を主とするため急旋回用のターンピックが無く、左肩には敵に体当たりした際に打ち込む正面固定のショルダーパイルバンカーを内蔵。B型は火力支援を主としており、右肩部シールドの大型化、多量の小型ミサイルを放つポッドに換装、左肩はスモークディスチャージャーを搭載するなど、多少の差異は見受けられる。ゲーム『鋼鉄の軍勢』登場の高機動型・BATM-03-HMCにはむき出しでジェットノズルが固定装備されている。他に湿地戦用（WP）や雪原用（SN）もあり、それぞれに高機動型（HMC）が存在する。
ゲームブック『復讐の惑星シド』では重装改良型ファッティーカスタム（B-ATM-03C）が、5回使えるグライディングホイールと、両腕にアームパンチまでも搭載した厚装甲機体として、さらに通常型ファッティーの外装落下後に中からスタンディングトータスが出現するという、偽装ATが登場する。
『ENTERTAINMENT BIBLE.5 装甲騎兵ボトムズ ボトムズ大図鑑』119ページには、バララント軍の次期主力ATとして、本機に代わり開発されたオッドローリー（BATH-03）が掲載されている。
なお、番組放映当初の型式番号は「BATM-03」という表記だったが、1984年刊のムック『ロマンアルバム・エクストラ63 装甲騎兵ボトムズ』で「B・ATM-03」というナカグロの入ったものにアレンジされ、現在『ペールゼン・ファイルズ』のオフィシャルサイトでもそれに準拠している。その理由は明らかでない。
BATM-02-ST ブロッカー
ファッティーの前代のバララント軍主力AT。第1話冒頭にほんのわずかな時間登場している。これは企画時の準備稿設定をもとに描かれたものである。ムックや同人誌で「ブロッカー」と命名され、ゲーム『鋼鉄の軍勢』で初めて公式な設定書が描かれた。また、1985年にみのり書房から刊行された『ボトムズ・オデッセイ』にデザイン画が、1992年にホビージャパンから刊行された『装甲騎兵ボトムズ・パーフェクト3Dブック』23ページにはフルスクラッチビルドの模型が掲載されている（形式番号はB・ATM-02）。陸戦型（BATM-02-DT）も存在する。
『ENTERTAINMENT BIBLE.5 装甲騎兵ボトムズ ボトムズ大図鑑』51ページでは、形式番号はBATM-01。

### OVAに登場するAT
作品項目はOVAの発表順。

#### 『ザ・ラストレッドショルダー』
ATM-09-STTC スコープドッグ・ターボカスタム
『ザ・ラストレッドショルダー』で初登場。このときの字幕表記は「スコープドッグ改」だった。ただ、「ATM-09-STTC」（STTC:STandard Turbo Custom）という型式番号も同字幕に付されており、「ターボカスタム」という名前は後付けではない。
スコープドッグの派生型のひとつで「タイプ20」と呼ばれることもある。脚部に高機動用装備であるジェットローラーダッシュ機構が増設されている。これにより素晴らしい加速力を誇るが操作性は劣悪。一般のパイロットには制御しかねる性能であり、また負荷による部品の消耗も激しい。ふくらはぎの部分は、外側の両サイドが冷却装置と燃料タンクを内蔵しているために膨らんでいる。
レッドショルダー部隊所属の先任上級曹長だったグレゴルー・ガロッシュの発案による開発という、ムック『ボトムズ・オデッセイ』での非公式設定がある。
『ザ・ラストレッドショルダー』にてキリコ達はレッドショルダーで運用されていたものを参考に、スクラップの標準型スコープドッグから4体のターボカスタムを作った。そのためOVA『野望のルーツ』に登場する純正部品で組み上げられた機体とは一部仕様が異なり、部品の信頼性にも疑問が残る仕上がりとなったが、発案者のグレゴルー自身が改造の指揮を執っていたため、性能はレッドショルダー部隊で運用されていたオリジナルの機体にひけをとらないものとなる。なお、OVAが制作された時点ではこの設定は存在しない。
本機は攻撃第一波の突撃用であり、『野望のルーツ』では、ターボカスタム以外にも脚部以外は同じ装備をしたスコープドッグが同時に使われている。ある面ではターボカスタム以外の機体の方が標準仕様と言える。
他には『コマンドフォークト』『ペールゼン・ファイルズ』にも登場。デザインはスコープドッグ同様に肩フックや腕、足等が新設定の物に変更されている。
『コマンドフォークト』ではフォークトが搭乗し機体が破壊されるまで使用し続けた。頭部のアンテナが通信機能を強化した物になっている。
『ペールゼン・ファイルズ』では第10話から登場しバーコフ分隊を含めた総勢300人のメルキア情報省特殊部隊（ISS部隊）が使用した。機体色は漆黒となり、ミッションパックは新設定の物で、左側には宇宙空間での姿勢制御に使用するジャイロバランサーが装備されている。
他の武装追加仕様の機体同様、弾薬を撃ち尽くして死重化した装備は、機内からの操作で分離ボルトで投棄できるようになっている。
XATH-P-RSC ブラッドサッカー
アデルハビッツ社がスコープドッグの後継機として開発していた次世代機がベースで、初期設定では「XATM-01」と称されM級だったが、OVA制作途中でH級に改められた。全身が漆黒で塗装されているが、元レッドショルダー隊員が乗り込んでいるので右肩のみが赤い。イプシロンが初めて搭乗したATでもある。避弾経始を考慮して胴体が絞り込まれているが、その分居住性が犠牲になっている。
ムック『ボトムズ・オデッセイ』で作られた非公式設定では、元来はギルガメス軍の次期主力AT開発計画「FX計画」で作られた機体で、その当時はグラントリードッグ（機体番号ATM-10-ST、計画名称ATH-P-FX）と呼ばれていたが、試作機の一部が秘密結社に奪われてしまい、機密保持優先のために計画を中止してしまった、とある。また秘密結社ではストライクドッグのプロトタイプに位置する同系統の機体、という設定も存在する。さらに機体名の「ブラッドサッカー」とは吸血鬼を意味する言葉のひとつで、「吸血部隊」と呼ばれたレッドショルダー部隊専用に開発されたという設定も存在し、OVA『野望のルーツ』では、惑星オドンのレッドショルダー基地内で組み立て中のブラッドサッカーを見ることができる。
ゲームブック『復讐の惑星シド』では、濃紺の機体が冒頭から、のちに復讐目的となる部隊上官の指揮官機として、機甲降下兵団特殊部隊デスドラグーン所属で登場する。武装は専用のGAT-45RSCヘビィマシンガン（別名ブラッディライフル）。標準装備にスモークディスチャージャーを持つ。
デザインのモデルになったのは『機動戦士Ζガンダム』に登場したモビルスーツ・マラサイ。

#### 『ビッグバトル』
ATM-09-LC ライト・スコープドッグ
『ビッグバトル』に登場。エクルビスの高い機動性に対抗するためにスコープドッグの装甲を極限まで減らして軽量化を図り、両足に1基ずつグライディングホイールを追加したカスタムメイド機。左腕はアームパンチ機構まで廃されている。対戦にあたり、キリコは自らの手で機体の右肩を赤く塗った。武装は短砲身型のGAT-22-C。
高機動性と軽量化によって耐弾性は低下したものの、高速性能と急旋回能力は格段に高まり、戦闘中、エクルビスのクラブクローにより左腕を損傷されるも、最後はル・シャッコのベルゼルガ・イミテイトと共にエクルビスに組み付き、動けないエクルビスごと機体を放棄することによって地上戦艦の爆発に巻き込みこれを撃破する。
ライト・スコープドッグの名は後年になって付けられたもので、発売当時の名称ではスコープドッグ・ライトカスタム。
BATH-XX エクルビス
バララント軍開発の次期主力AT候補。機体名称はフランス語で「ザリガニ」の意。敏捷にジャンプしたり後方宙返りをしたり、落ちかけたクレバスの壁面から左腕一本の力だけで跳び上がって地上に舞い戻ったりと、従来のATとは比べものにならない運動性能を発揮する。胸の両脇に50ミリの大口径機関砲を固定装備、左腕に連装ミサイルランチャーと巨大なクラブクロー、右腕にパイルバンカーを装備。バトリングで無敵の強さを見せつけ、また1機でギルガメスのATH-12部隊を壊滅させている。
バトリングを利用してテストを行っていたため、「デンジャーメロン」という異名（リングネーム）を持つ。
機体性能に搭乗者の能力も相まってキリコのライト・スコープドッグを手こずらせ、左腕をクローで握りつぶすなどするが、高機動性と急旋回の動きに翻弄され、最終的にキリコ機とル・シャッコのベルゼルガ・イミテイトに前後から組み付かれ脱出不能にされた後、地上戦艦の爆発に巻き込まれ撃破される。
漫画作品『装甲騎兵ボトムズ CRIMSON EYES』でもサグート・プロクロス大統領専用機として登場するが、こちらは両腕がノーマルマニピュレーター＆パイルバンカー装備となっている。
PS用ゲーム『ライトニングスラッシュ』にも登場しており。こちらでは「ブラッククラブ」と呼ばれるリングネームで登場、ホワイトバイザー（ガスティドッグ）と並んで中ボス的扱いの機体となっている。
デザインのモデルになったのは映画『エイリアン』に登場したH・R・ギーガーデザインのクリーチャーで、劇中での描写もそれに準じる怪物めいたものとなっている。
ATM-09-HC ベルゼルガ・イミテイト
「イミテイト」の名前の通り、ベルゼルガの模造品として造られたスコープドッグの改造機。キリコの機体とは逆に各所に装甲を追加し、左腕の部分にはパイルバンカーを装備した盾を装着するなどしてベルゼルガの意匠を模している。ル・シャッコが使用し、リアルバトルの舞台となった地上戦艦を内部から攻撃する。武装はペンタトルーパー。
戦闘終盤、キリコのライト・スコープドッグ共々エクルビスに組み付き、動けないエクルビスごと機体を放棄することによって地上戦艦の爆発に巻き込みこれを撃破する。
BATM-001-PTC オネストクラブ
バララントの旧式AT。地上戦艦のコントロールルームから遠隔操作され、コクピット内に体の自由が利かないフィアナを拘束した状態で戦艦内部に侵入したキリコを攻撃した。クリアーなキャノピーを持つ外部直接視認型の機体で、ボトムズの公式サイトでは、ビズィークラブ（B・ATM-001-PT）と紹介されている。
右腕のクローと、左腕のマシンガンが武器で、ブロッカー以前に生産されていた。

#### 『機甲猟兵メロウリンク』
ATM-09-ST スコープドッグ ドックマン機
第1話「ウィルダネス」に登場。メルキア方面軍隷下のミヨイテ星防衛陸軍パドゥール方面第16軍の管轄にある、ザキ基地で運用されていた機体で、7連装ミサイルランチャーとロックアイ社製2連装ミサイルランチャー イーグル (HMAT-31) を装備している。主人公メロウリンクの復讐標的であるドックマン大尉が搭乗したため、便宜的にこの名前が通称になった。
ATM-09-SAC スコープドッグ フォックススペシャル
第2話「コロシアム」に登場。シュエップス小隊の仇の1人であるフォックス元中尉が使用する全身を銀色に磨き上げたバトリング用カスタム機。右肩が突き出た形状をしているほか、軍からの横流しの疑いがある良質のマッスルシリンダーを用いている。右腕が延長・拡大されており、両腕にはアームシールドと呼ばれる追加装甲を施し、銃火器を持つ手が逆になっているのも特徴。
身長が高いのは大型化された右肩アーマーが頭頂高よりも高くなっているためだが、設定画でもノーマルのスコープドッグに比べて全体に長身になっている。
ATH-14-ST スタンディングトータス スタブロス機
第3話「ジャングル」に登場。メロウリンクの仇敵である大地主スタブロス（スヌーク元少佐）が道楽の「ゲリラ狩り」に使用する機体。標準型トータスの機動強化タイプで、大型のグライディングホイールを装備している。その他、標準型との差異として、胸部のマシンガンの廃止や携行武器がバララントの使用しているG-BATM-07であることが挙げられる。
ATM-09-STR ライアットドッグ
第6話「プリズン」に登場。メロウリンクのターゲットの1人バンス所長が使用する機体。軍警・憲兵用のカスタム機で、対人戦闘を視野に入れた装備を取り入れて、カメラを守るバイザーや投光機、左腕にシールドを装備する。
スコープドッグ ガナード機
第7話「レイルウェイ」に登場。バラシュトラ山脈に出没する山賊バンデットのリーダーにしてメロウリンクの復讐対象であるガナードの専用機。全身をロールバーで補強し、左肩に三連のスモークディスチャージャー（ただし装填されていたのはスモーク弾ではなくロケット弾）を装備している。機体色は赤。
ATM-09-RC（一般兵用） / ATM-09-BDC（指揮官用） バウンティドッグ
形式番号：
第8話「ゴーストタウン」と第10話「キャッスル」に登場。黒幕がメロウリンクへの刺客として送り込んできたボイル少佐のAT部隊が使用。山岳部隊用のカスタム機で、急斜面や高所へ移動するためのワイヤーウインチを装備している。また、ターンピックが片側2本ずつになり、かかとにローラーを増設することで不整地踏破能力を向上させている。指揮官用の機体では一般兵用の仕様以外に、光学センサーの強化のためにターレットレンズが4基となっている他、4連装ミサイルポッドを装備している。
ゲーム『鋼鉄の軍勢』にも登場している。
ATM-09-LC ヌメリコフ専用ライト・スコープドッグ
第9話「フォレスト」に登場。メロウリンクが恨みを抱くヌメリコフが使用する機体。頭部のターレットレンズが2基になっていること、両腕を布で覆っていることなどを除けば、OVA『ビッグバトル』でキリコが使用したものと同様の機体。武装であるGAT-42は、資料によってはヘビィチェーンガンとも呼ばれるが、実質ガトリング砲であり、劇中でもそう呼んでいる。大戦中にもヌメリコフは同機を使用していた模様。現代の歩兵での分隊支援火器の射手に相当する物で、本来ならば味方機の後方から援護射撃を行うべき機体であり、誰かの影に隠れないと自分1人では何もできないヌメリコフの姑息な人格を具現化した機体。

#### 『赫奕たる異端』
ATM-09-DD バーグラリードッグ
『赫奕たる異端』で初登場。愛称は「泥棒犬」の意。テレビシリーズから32年後のこの時代でも現役のスコープドッグをベースに、強襲作戦用の装備を施されたカスタム機。脚部には不整地走破用にソリ状の「トランプルリガー」が装着されている。また、各種武装が増設されている他、左肩には折り畳み式の長距離砲ドロッパーズフォールディングガンが装備されており、攻撃力が高められている。キリコがフィアナを取り戻すために聖地アレギウムを襲撃した際に使用し、わずか1機で聖地防衛部隊を壊滅させるが、テイタニアが駆るオーデルバックラーとの交戦で大破している。多数の武装が施された姿はキリコがかつて使用したレッドショルダーカスタムやターボカスタムを彷彿とさせるが、それらの改造機同様、相当に熟達したAT乗り以外には扱いが難しいので、軍への正式採用はされなかった。
アニメ版『孤影再び』でもキリコおよび「黒い稲妻旅団」により使用されるが、公式サイトでは「スコープドッグ」として紹介されており、トランプルリガーは『赫奕たる異端』のものより短い。黒い稲妻旅団使用機は頭部に稲光型の折りたたみ式アンテナを装着、スネなどの形状が通常機と異なる。
ゲーム『ライトニングスラッシュ』『鋼鉄の軍勢』にも登場。OVA版と同じくドロッパーズフォールディングガンを装備しているが、同一の機体かどうかは不明。
XATH-11 エルドスピーネ
マーティアルの聖地アレギウム防衛隊専用にウットヘルト社が設計したヘビィ級ATで、機体名は「土蜘蛛」を意味する。ローラーダッシュ機構もゴムタイヤらしきものが使用されており、遺跡に同居するアレギウム内の不整地での機動性を高めている。バウンティドッグ同様の、先端に「ハプーネ（銛）」の付いたワイヤーを打ち出す装備「ザイルスパイト」を備え、これの可動クリアランスのため左腕取付部を延長した左右非対称の形状になっている。武装は専用のStG-3bシュトゥルムゲベール。外見は、ウットヘルト社のトータス系とアデルハビッツ社のドッグ系の特徴を併せ持つが、過去シリーズと時代設定がかけ離れた機体ゆえか、頭部カメラ切替機構はATの伝統のターレット式ではなく、三色ペンのように使用するレンズが前方へ突き出す独特の方式になっている。
『孤影再び』でも登場。テイタニアの搭乗機は、デザートイエローの一般機と異なり、デザートピンクに塗装されている。『幻影篇』では、アレギウムの意を汲んだネクスタント搭乗の3機が登場。キリコを惑星サンサに追う。
ゲーム『鋼鉄の軍勢』登場の旧型機XATH-01（設定画メモ書きではXATM-01）エルドスピーネのマッスルシリンダー系を全改修してザイルスパイトやセンサー系の更新を行った機体がXATH-11エルドスピーネであるため、XATH-11を「エルドスピーネ改」と呼称する資料もある。
なお、当機の全高を4.928mとする資料が多いが、原型機XATH-01の4.311mや改修機XATH-11TCオーデルバックラーの4.319mと全高がまるで異なる。唯一正しいと思しき全高を掲載している資料は「装甲騎兵ボトムズ　ARMORED TROOPER MECHANICAL設定資料集」（ボークス、1995年）のみで、全高は4.298mとなっている（2と9を取り違えたスペックが広まっている）。
XATH-11TC オーデルバックラー
エルドスピーネの指揮官用カスタム機。固定武装として、左肩にベルゼルガ同様のシールド一体型パイルバンカーを装備。他の多くのATとは異なり降着機能がないため、搭乗の際はコクピットまでよじ登る必要がある。頭部形状はエルドスピーネとまったく異なり、スコープドッグを基に角型カメラを有する、かつてのPS専用ATを彷彿とさせ、秘密結社とマーティアルの技術上の関係を暗示する。超高性能機であり、特にネクスタントであるテイタニアの補助脳作動時には、「触れ得ざる者」キリコ・キュービィーをも赤子扱いするほどの戦闘力を発揮する。機体名は搭乗者の官位「秩序の盾」に由来する。

#### 『ペールゼン・ファイルズ』
B・ATM-04 チャビィー
『コマンドフォークト』『ペールゼン・ファイルズ』に登場のバララント軍の新型AT。サイズをファッティーよりも一回り小さくしながらも防御力はそのままで敏捷性が向上しているのが特徴。ファッティー同様に換装によって宇宙、地上と対応している。
チャビィーという名称はギルガメス側の呼称であり、バララント側の名称は不明。機体色はグレー。武装はファッティーと共通で、オプション兵器としてM・BATM-10ミサイルポッドとデュアルパイルバンカーがある。コスト面の問題から百年戦争終結後に本機の生産は中止されている。
『ペールゼン・ファイルズ』では雪上戦装備のアイスブロウワー（ギルガメス側のものとデザインが違う）を装備。機体色は白。惑星モナドには多数の宇宙空間戦仕様機が配備されており、一部の機体はデュアルパイルバンカーを装備していた。機体色はライトグレー。
『コマンドフォークト』ではケスウリが搭乗しフォークト隊と戦う。機体色は赤。
『装甲騎兵ボトムズ_CRIMSON_EYES』ではバララント軍特殊部隊ハンターファングの搭乗機として登場。宇宙仕様でデュアルパイルバンカーを装備し機体の一部に装甲を追加している。
『絢爛たる葬列』では砂上ボートに乗った機体を含め複数登場。

#### 『幻影篇』
ATH-QX ベルゼルガプレトリオ
『装甲騎兵ボトムズ 幻影篇』に登場のベルゼルガタイプAT。

#### 『Case;IRVINE』
ドッグ・ザ・ダーク
『装甲騎兵ボトムズ Case;IRVINE』に登場のアービン・レスター専用バトリング用AT。スコープドッグより派生したラピッドドッグの改造機である。カラーリングは濃紺に黄。
登場時はこれといった戦闘用改造は施されておらず、二段アームパンチと、ロングバレルのヘビィマシンガンを武器とする。
アービンを付け狙うペイガンのブラッディドッグとの第2戦では、左肩にスモーク・ディスチャージャーを装備、前述のマシンガン以外にトータス用マシンガンを携帯する。
さらに第3戦では、銃剣付ロングライフル、ソリッドシューター、ショートバレルのヘビィマシンガン、ハンドガン、格闘用アーマーナックルといった重武装に身を固め、機動性を高めるべく脚部ローラーユニットを3連に換装、スラスターも大出力のものを使用した。
ブラッディドッグ
ペイガン専用バトリング用AT。アービン機と同様にラピッドドッグが母体だが、ターレットカメラを廃しダブルカメラとしている。カラーリングは臙脂色。
登場時にはロングバレルのマシンガンとパイルバンカー付シールドを装備していた。シールドには敵機を挟み込むクローが付属し、これで自由を奪いパイルバンカーで確実に相手のとどめを刺す戦法を常とする。
アービンとの第2戦ではロングキャノン、ミサイルポッドを装備したミッションパックを背負い、腕部にシールドとダブルパイルバンカー、胴体に機関砲、脚部にミサイルコンテナの重武装で登場、アービンに勝利するためにはバトリング会場の破壊も辞さない猛攻に出る。
第3戦では、ドッグ、トータス、ビートル各タイプのパーツを流用した恐竜的ともいえる改造を施し、大型アームや複数のパイルバンカー、機銃及びミサイルポッドと火器・戦闘力を極限まで高めた姿で出現、高速走行ユニットでアービンを追い詰める。
スワンプドッグ
ドッグ系ATのローカライズされた水中・湿地戦用改造機で、現地改造されたマーシィドッグとは違いギルガメス軍の正式採用機である。スワンピークラッグやフロートを装備する下半身以外は、通常のスコープドッグと同デザイン。
かつて一兵卒だったアービンが搭乗し、熱帯雨林にて敵兵の掃討に使用した。

### ゲームに登場するAT

#### 『ザ・バトリングロード』
ATH-11-SA ガスティドッグ
SFC用ゲーム『ザ・バトリングロード』に登場。後半の主人公機。ギルガメス軍の試作ヘビィ級ATでストライクドッグ同様、オプション装備無しで宇宙空間での行動が可能。”激しき犬”の名に相応しく、両腕にダブルパイルバンカーを装備している。
PS用ゲーム『ライトニングスラッシュ』にも登場。こちらでは「ホワイトバイザー」と呼ばれる中ボス的扱いの機体となっている。名前の通り頭部バイザーが白いこと以外は『バトリングロード』に登場した機体と外見的な違いは無い。
ATH-14-STC スタンディングトータス ガタ・スペシャル
スタンディングトータスのバトリングカスタム機。バックパックと両脚にミサイルランチャーを増設し、上半身をフレームバーで補強しており、通常の機体よりも攻撃・防御の両面が強化されている。
XATH-07-DA スカラップス
ギルガメス軍（実際は秘密結社）の試作型AT。増加装甲で上半身のほとんどをカバーしており、これを装備した状態を「スカラップスSL」と呼ぶ。両腕部ともにマニピュレーターではなくアイアンクローを固定装備し、対AT戦闘に特化している。固定武装のみなので、戦場での汎用性は皆無である。ストーリーモードのボスキャラクターである。

#### 『ライトニングスラッシュ』
ATM-09-GSC スラッシュドッグ
PlayStation用ゲーム『ライトニングスラッシュ』に登場。バトリング用に改良されたカスタムスコープドッグ。
名称は左肩シールドに巨大な格闘戦用武器ジャイアントスラッシュクローを装備していることに由来する。脚部に追加されたジェットローラーダッシュ・プラスパックにより機動性が向上。頭部にもコマンダーズヘッドと呼ばれる次世代型ターレットレンズを装着し、センサーの精度向上が図られている。火器は専用のGAT-47ヘビィマシンガン。
ATH-X-HSW トライアルゴリラ
PS用に開発された超ヘビィ級AT。全AT中最大級の5 m超という巨体を誇りつつも、ストライクドッグに匹敵する速度も有している。
秘密結社製の試作機で圧倒的な攻撃力を持つが、開発競争でストライクドッグに敗れたため、極少数しか存在しない。ハイパーフレイムスローワーやミサイルポッドの他、ATとしては初となるレーザー兵器を搭載している。

#### 『鋼鉄の軍勢』
ATM-04-ST イグザートキャトル
PlayStation用ゲーム『鋼鉄の軍勢』に登場。ギルガメス軍のATの正式採用1号機。戦場で家畜のごとく扱われるため“良く働く家畜”という意味の俗称で呼ばれる。搭載されたCPUが機体の制御を行っていた旧来のATの流れをくむため、後のATに比べ複雑なセンサーを持つ。
ATM-06-ST マスカレイドコング
ギルガメス軍正式採用2番目の機体。ミッションディスクを採用した最初のATであり、イグザートキャトルの複雑なセンサー類を簡易化して搭載している。スコープ形状が仮面をかぶったような姿のためこう呼ばれる。
山岳戦に備えたバウンティドッグの元といえそうなATM-06-MCタイプも登場。こちらは左腕にザイルスパイドを装備している。
ATM-08-MC スペンディングウルフ
スコープドッグの祖先ともいえる最初のドッグ系AT、その精悍な面構えから「送り狼」と呼ばれる。生命維持装置と自動消火装置の採用による高い生還率と任務成功率から評価が高かったが、同時に高コストであったため、これらの装置を撤去したスコープドッグが正式採用される。スコープドッグの「ドッグ」は「狼」より劣る「犬」という意味であり、この機体と比較しての皮肉からとの説もある。

#### 『復讐の惑星シド』
ビズィークラブ
ゲームブック『復讐の惑星シド』に登場。旧式作業用のバララント軍AT。外装の無い操縦席を持ち、20ミリ砲を装備している。百年戦争初期のギルガメス軍巨大地上戦艦の残骸で、民間人がジャンク作業用として使用する。OVA『ビッグバトル』に登場するオネストクラブの原型的ATでもある。
X-ATH-09SS ジェノサイドドッグ
ギルガメス軍のPS用実験AT。大型スコープドッグの外観と、固定武装として左肩の棘（スパイク）、左腕にアイアンクロー（内蔵銃無し）がある。他に連装ソリッドシューターを使用する。噂では、このATの開発はギルガメス方面軍、操縦者は惑星軍が各方面軍で独自研究したPSで、スカホロヌイ方面軍のPSであるといわれる。PSの男はオメガワンと呼ばれ、デスドラグーン部隊最後の兵と、隊の宇宙母艦の戦闘用高速輸送艦ユリシーズ艦内で戦闘を行う。

### 『デュアルマガジン』掲載AT
季刊『デュアルマガジン』では、『装甲騎兵ボトムズ』の放映終了にともない、話題延長のため『機動戦士ガンダム』のMSVにならったオリジナルAT紹介企画「GAT」 (THE GENERATION OF AT) が連載された。設定は編集プロダクション伸童舎、デザインとイラストは藤田一己が担当している。
なお、掲載スペックは「装甲騎兵ボトムズTRPG」（エンターブレイン）にて設定されたデュアルマガジン版ATのスペックを記載している。
AT-03 アーマードトルーパー
MT-03STに装甲を加えた機種であり基本的な構造は同じで手が完全にマニピュレーターに変更された。頭部レンズ3基がスタンディングトータスのような固定式であり、また、腰部にミサイルポッドを装備している。H級と同等の大きさであるが改良されたMCとグライディングホイールの採用で動きも軽快になった。外観が後にコルヴェ星のウッドヘルト社が開発するATH-14系列に酷似しているのは、本機のロールアウト直後に開発チーム数名がAT-04の試作機ごとコルヴェ星に亡命（誘拐されたとの説もある）したためである。
AT-05 ノイジースコルピオ
重量等級の区別が確立する直前の機体で、サイズ的にはヘビィ級に相当する。従来型より30%も小型軽量で、倍近い高出力を有する新型のスレック方式MCと、降着機構とそれに必要な二重関節、関節保護用可動装甲を最初に装備した機種でもある。クレバーキャメルよりやや先行してギルガメス軍の主力となった。
ATM-01 クレバーキャメル
初のミッド級量産機。メルキア暦2325年ロールアウト。多数の開閉式センサーからなる頭部が特徴だが、このセンサー部分が繊細でかつ多機能で、多くのパイロットが機能を使い余していたとされ、後のATのセンサーが簡略化される要因ともなった。『青の騎士ベルゼルガ物語』では、マッチメーカー、ネイル・コバーンの乗機として登場。その際に現在に合わせて、グライディングホイールとアームパンチを装備してカスタマイズしている。OVA『ザ・ラストレッドショルダー』でグレゴルーがスコープドッグの改造パターンを選ぶ際にめくったデータシートの1枚に当機の姿が確認できる。『ENTERTAINMENT BIBLE.5 装甲騎兵ボトムズ ボトムズ大図鑑』34ページでは、形式番号はATM-01-ST、47ページでは、形式番号はAT-01。
ATM-04ST / AX-ATM-04 クルーウェルドッグ
スコープドッグの直接の原型機。「プレ・スコープドッグ」または、「クルーエルドッグ」とも呼ばれたという。グライディングホイールが、ATM-09STと同形となりセンサー類も内蔵された。アームパンチは肘に装備されたロケットノズルの噴射力で行うようになっていた。また、そのアームパンチの衝撃に耐えうる強度の高いマニピュレータが実用化できておらず、手甲部のメリケンサック状のアーマーで殴る仕組みになっていた。OVA『ザ・ラストレッドショルダー』でグレゴルーがスコープドッグの改造パターンを選ぶ際にめくったデータシートの1枚に当機の姿が確認できる。「ボトムズTRPG」では後のイグザートキャトルの型式番号と重複しているのを書類上のミスと解釈し、本来の型式は不明としている。
また、当機はATM-09STを原型としたアデルハビッツ社の4番目の技術研究用の機体とする設定もあり、当機の型式番号をAX-ATM-04（社内コード）としている。
ATH-06ST スタンディングビートル
ヘビィ級としては初の正式採用機であり、ダイビングビートルの原型となった陸戦用AT。アームパンチをおこなっても損壊しないマニピュレータや走行中に姿勢を変えても安定性を保てるローラーダッシュ機構を備えた初めてのATであり、そのノウハウはスコープドッグの開発に活かされている。しかし、MCを単にサイズ容積を変えただけのものを使った事が評価を落としていた。ポリマーリンゲル液浄化装置＝PRSPパックの実用化前のため、ヘビィ級の巨体を俊敏には動かせなかった。
ATH-Q01 ベルゼルガ（初代）
ATH-06STを改造して造られた、最初のベルゼルガ型AT。クエント製金属探知センサーとシールドは装備されているがパイルバンカーが無い。変わりに胸の左右に後のトータス系のような11ミリ機銃と、両腕にアームパンチを持っている。
ATH-Q63 ベルゼルガST
陸戦用の標準型ベルゼルガ。エアタンク、トロピカルフィルター、スワンピークラッグを持たない他は、『装甲騎兵ボトムズ』テレビシリーズに登場したATH-Q64ベルゼルガ（ベルゼルガWP）と大差ない性能である。上半身のデザインしか発表されておらず、脚部の形状は不明。
ATH-Q63 ベルゼルガ ファイティングカスタム
ベルゼルガSTに電磁誘導方式のアームパンチ機構を装備し、パイルバンカーを火薬射出式に改修したもの。「青の騎士」＝ATH-Q63BTSのベース機であり、正規軍に従軍していた頃のシャ・バックの乗機である。記述設定のみの機体であり、デザインイラストは存在しない。
ATH-Q63BTS ベルゼルガ バトリングスペシャル
ソノラマ文庫版『青の騎士ベルゼルガ物語』では「ブルーナイト」と呼ばれている機体の『デュアルマガジン』連載版デザイン。市販のプラモデル「1/35 ATH-Q64ベルゼルガ」から改造して誌上作例を製作することを前提にデザインされており、後にソノラマ文庫で幡池裕行が再度描き起こした姿とはかなり形状が異なっている。瞬間的に機体を通常の倍の出力で動作させるスーパーチャージャーを搭載。アームパンチは火薬を使用しない電磁誘導方式であり、また右腕にも電磁誘導方式で撃ち出されるノミ状の兵器＝パイルドライバーを装備している。
ATH-Q63BTS SX ベルゼルガ バトリングスペシャル スーパーエクスキュージョン
『デュアルマガジン』連載版デザイン。やはり市販のプラモデル「1/35 ATH-Q64ベルゼルガ」から改造して誌上作例を製作することを前提にデザインされている。ピストンを介して可動する脚部スタビライザーが特徴。マッスルシリンダーはギルガメス軍の次世代ATであるFXMCに換装されている。またパイルバンカーもアグの街の鍛冶屋コル・ニコルが所有していた、他のベルゼルガ(ATH-Q64)が戦場で鍛えた長槍に硬化処理を施した新しいものに交換された。搭乗者のケインは、愛機ベルゼルガがこれらの改良によって友の仇シャドウ・フレアへの“処刑執行”に足る戦闘力を持つに至ったとして《スーパーエクスキュージョン》（連載版の本文中では《エクスキュージョン》と称されている）のグレードを与えている。『デュアルマガジン』最終号でのモデル作例用に、丁度当時『機動戦士Ζガンダム』のメインメカデザインに登板した藤田一己は、その経験をフィードバックして「発注用ハードディテールデザイン」なるイラストを起こし直している。
BATM-03-BTC ファッティー・バトリングカスタム
『デュアルマガジン』版の「ファニー・デビル」（陽気な悪魔）で、バララント出身少女AT乗りのロニー・シャトレの愛機。ソノラマ文庫版とほぼ同デザインだが、持つ銃がソノラマ版がペンタトルーパーなのに対し、こちらは銃身改造のヘビーマシンガンであり、脚部のグライディングホイールがソノラマ文庫版ほど目立たないなどの違いはある。バトリング用装備として、胸部に20ミリ単装機銃、両腕はスコープドッグの物に交換されている。
XATH-01 プロトストライクドッグ
ソノラマ文庫版『青の騎士ベルゼルガ物語』では「シャドウ・フレア」と呼ばれている機体の連載版デザイン。こちらは秘密結社が開発したイプシロン専用ATストライクドッグのプロトタイプという設定になっている。頭部標準ズームレンズが角形に、左手が通常型マニピュレータと簡易型アイアンクローを組み合わせたものに、そしてバックパックが陸戦用になっているが、その他の機体形状はTVアニメのストライクドッグと同じである。こちらも上記のベルゼルガBTSやBTS2と同様に誌上での単体作例及びディオラマ記事を展開する関係から、1/35キットを改造することが前提のデザイン。
後に展開されたソノラマ文庫版ではそういった縛りがなくなったため、ストライクドッグベースの機体ではなくなっている。
ATH-14BTC スタンディングトータス バトリングカスタム
スタンディングトータスをバトリング用に改造した機体の一例。頭部にセンサー保護用のロールバーを取り付けたり、胸部装甲を強化したりしている点は、ミッド級のストロングバックスに準じた改修といえる。また、胸部の11ミリ機銃はブロウバトルで反則になるため撤去され、代わりにサブセンサーが設置された。『ボトムズ・バイブル』では「フェロシオウスフィスト」（残酷な拳）と命名している。
ATH-08ST ドメスティックグース（陸戦用）
スタンディングビートルを改良発展させたヘビィ級AT。ビートル系とトータス系の中間のような外観を持ち、またその完成度は平行して量産されていたスコープドッグと肩を並べていたが、ヘビィ級ATに共通する機動性が劣悪という問題も抱えていた。
ATH-08WR ドメスティックグース（湿地戦用）
ATH-08STの改修機で、マーシィドッグのような水上戦闘を目的にしたヘビィ級AT。スワンピークラッグを持つが、グライディングホイールは廃止されており、ローラーダッシュできない。スタンディングタートルやダイビングビートルが就役する前は、本機とマーシィドッグがギルガメス軍の湿地戦を支えた。
ATH-10WP デンジャラスブリーム
水中戦闘に特化した特殊なAT。降着機構を応用した変形機能を持ち、水中を高速で航行できる。逆に機体各部のマッスルシリンダーは極度に省略されており、グライディングホイールやアームパンチを装備していない。AT戦が少ない海洋戦でのみ使用されたため、生産台数も少ないといわれる。
BAT-01 フロッガー
バララント軍が実用化したATの第1号機。「フロッガー」とは後のB・ATM-03のバララント名だが、TRPGでは本機に対し、ファッティーを「フロッガーII」と呼ぶ。グライディングホイールを装備する。ファッティーによく似た形状であり、次項のBATM-02ハンプティは、別系統の進化を遂げたと考えられる。
BATM-02 ハンプティ
ブロッカーのデザインを藤田一己がリニューアルして描き起こしたもの。BAT-01の小型化を主眼とする宇宙用機で、グライディングホイールは廃止されホバリングノズルが装備された。なお、ハンプティという愛称は「ブロッカー」よりも早く商業誌（デュアルマガジン）に登場しているが、その後メディアに露出が無かった。
ATL-05 
ギルガメス軍初の量産型ライト級AT。居住性が劣悪だったが、のちのツヴァークのような豊富なオプションや、それを外装できるように合わせた設計がなされていたものの、実戦にあまり参加することなく終戦を迎えたといわれる。
ATM-FX1
秘密結社が開発したXATH-02系をメルキア軍が改良し、ヘビィ級サイズにまで大型化した次世代ミッド級AT。ソノラマ文庫版とはデザインが全く異なり、全体の印象はラビドリードッグに近い。また、小説版のような「カラミティドッグ」という愛称は持っていない（TRPGではカラミティドッグと呼称）。本機は改良された特殊なミッションディスクにより、一般兵士でもPS並みの戦闘力を発揮できるようになっており、PS計画を形骸化させた（FSS＝フルシンクロシステムと呼ばれる）。連載版『青の騎士ベルゼルガ物語』の最終決戦シーンにも登場している。『デュアルマガジン』の第3回読者人気投票で1位となったATでもある。
ATL-FX1
次世代FXATでは、ライト級ならではの豊富な外装式オプションパーツによってより柔軟に戦略を立てるつもりだった。『青の騎士』では「ノヴィ・ガゼル」の名のATで登場しており、TRPGでもそのように呼ぶ。
ATH-FX1
ヘビィ級ATはFX計画ではさらに大型化し、より高火力の銃火器を持ち、対艦・要塞戦に特化した設計となっている。ATが使う火器では最大の威力を誇るロッグガンを標準装備し、背部にそのエネルギージェネレーターを持つ。さらにATL-FX1のように、機体に外装式オプションも装備する予定だった。『青の騎士』に登場する「フィア・ダンベル」と呼ばれる機体だったが、これら次世代ATは3機種全て第四次銀河大戦に参戦することはなかった。

### その他ムックのAT
ATM-03-ST ストレイベア
ギルガメス軍が開発したクレバーキャメルの後継機種で、その実戦データを参考に設計された実戦用AT。7195年のボーグナム要塞攻略作戦に約300機が実験的に投入され、多大な成果をあげた。頭部がヘルメットのバイザーのようになっているのが特徴で、搭乗員はそこから有視界で戦場を視認し、戦闘を行う。頭部を除けば、全体的形状はスコープドッグに似ており、後に頭部が密閉され、ターレットスコープ式にしたものも出ている。
本来はATの初期デザインとして、ボトムズ製作前に大河原邦男に描き下ろされたもので、ロマンアルバム63でもそのラフ案が出されている。後に太田出版の『ボトムズ・アライブ』で前述の活躍とATにされたことが語られ、樹想社の『ボトムズ・バイブル』で新たにATとしてデザインされることとなった。
運用上頭部デザインをバイザー式キャノピーにするか、密閉式スコープにするかという設計で製作側が悩んだことで、”迷える熊”と本ムックでは名付けている。カラーはダークグリーン。
B・ATM-03-ST ホワイトファントム
『ボトムズ・バイブル』の創作SSに登場したバトリング用の左腕が無い白いファッティーで、本ムック用に設定、描き下ろされている。右腕はスコープドッグのものを使用し、アームパンチも持っている。
あるマッチメーカーが、軍からあぶれ、バトリングの世界に入った元ギルガメス軍兵士に、「腕を狩るバララントの亡霊役を演じろ」と命じたことから生まれた機体であり、レギュラーゲーム時にのみ登場。入場時にスピーカーからバララント軍歌が流れ、倒した相手ATの腕をもぎ取る悪役パフォーマンスで人気を集めた。

### 『戦場の哲学者』
P・ATH-Q01-DT ホワイトオナー
ビルジェ・ヤング・ウォーター（ホワイティー）が使用する、アボルガ王国軍近衛大隊第三儀仗中隊の隊長機。クエント星製造だがベルゼルガとは別機体。
ATM-09-DTC ブラッドセッター
正式名スコープドッグ改。ボジル・ドン・ハリバートン（フィロー）が使用する、ATM-09-STをベースにした運用試験機。
ブラッドセッター with 痛い聴診器
ブラッドセッターのバトリング仕様改修機。
ATM-09-SWC バイオレットバイパー
ジュビール・ポップが使用する、ATM-09-SSをベースにしたカスタム機。
X・ATM-09-ST ブラディー・セッター
「組織」がフィローに提供した新型ミッド級AT。新規設計のATM-09タイプ高機能機。
X・ATH-P-ST ブラッドサッカー
「組織」がX・ATH-P-RSCのデータを入手し開発していたX・ATH-P-RSC ブラッドサッカーの同型機。